# Louis Denzler

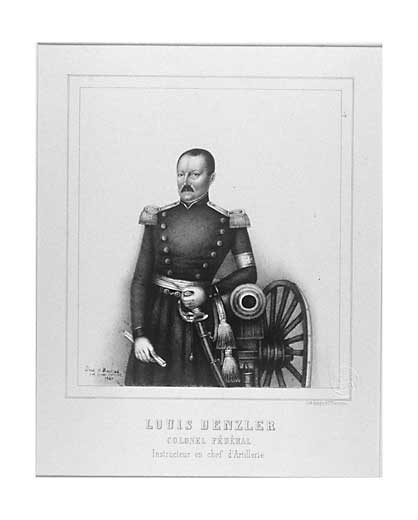
Oberst Louis Denzler (1860)

Louis Denzler (* 13. September 1806 in Zürich; † 18. Juni 1880 in Genf; heimatberechtigt in Fleurier und Zürich) war ein Schweizer Offizier und Politiker der Radikalen, der unter anderem von 1856 bis 1857 sowie erneut zwischen 1860 und 1865 Mitglied des Ständerates und von 1860 bis 1861 Präsident des Staatsrates des Kantons Neuenburg war.

## Leben
Louis Denzler, Sohn des Goldschmieds Louis Denzler, durchlief eine militärische Laufbahn und wurde 1835 Offizier im Generalstab der Eidgenössischen Armee sowie 1848 Befehlshaber der Artillerie im Kanton Zürich. 1848 erfolgte seine Beförderung zum Oberst, woraufhin er zwischen 1850 und 1859 als Oberinstruktor der eidgenössischen Artillerie fungierte. Nachdem er sich 1851 in Fleurier im Kanton Neuenburg niedergelassen hatte, gehörte er 1853 zu den Mitgründern der Zeitung „L’Indépendant“, Organ der republikanischen Dissidenten Neuenburgs. Bei den Parlamentswahlen am 29. Oktober 1854 kandidierte er für die Liberale Mitte (LM) für einen der vier zu vergebenden Sitze im Nationalrat, erreichte allerdings nur den siebten Platz. 1855 gehörte er zu den Initiatoren der Compagnie Franco-Suisse, ein von 1859 bis 1871 existierendes Eisenbahnunternehmen, und war später einer der Direktoren dieser Gesellschaft. Am 7. Juli 1856 wurde er für die Freie Linke (FL) zum ersten Mal einer der beiden Vertreter des Kantons Neuenburg Mitglied des Ständerates, der kleinen Kammer der Schweizer Bundesversammlung, und gehörte dieser bis zum 1. Juli 1857 an. Während des royalistischen Putsches im September 1856 war er zunächst Befehlshaber der republiktreuen Neuenburger Kantonsmilizen und dann der eidgenössischen Truppen, die den Kanton im Anschluss an den royalistischen Staatsstreich besetzten.
1856 wurde Denzler für die Radikalen Mitglied des Grossen Rates, des Parlaments des Kantons Neuenburg, und bewarb sich bei den Parlamentswahlen am 28. Oktober 1857 noch einmal für ein Mandat im Nationalrat, erreichte dieses Mal aber lediglich den achten und letzten Platz für einen der vier zu vergebenden Sitze im Nationalratswahlkreis Neuenburg. Er wurde 1858 Mitglied des Verfassungsrats und war zwischen dem 9. Februar 1859 und dem 1. Juni 1865 mit einer kurzen Unterbrechung vom 31. Mai bis zum 9. Juni 1862 Mitglied des Staatsrates des Kantons Neuenburg, der Regierung dieses Kantons, und fungierte in dieser als Vorsteher des Militärdepartements. Während seiner Mitgliedschaft im Staatsrat wurde er 1860 als Nachfolger von Alexis-Marie Piaget Präsident des Staatsrates und damit Vorsteher der Kantonsregierung und bekleidete diese Funktion bis 1861, woraufhin Marcelin Jeanrenaud ablöste. Er war außerdem zwischen dem 6. Juli 1860 und dem 1. Juli 1865 noch einmal einer der beiden Vertreter des Kantons Neuenburg im Ständerat sowie zuletzt von 1867 bis 1876 Eidgenössischer Oberkriegskommissär. 1851 heiratete er Constance Meunier, die Witwe des bedeutenden Uhrmachers und Uhrenherstellers Édouard Bovet, der am 1. Mai 1822 in London die Luxusuhrenmarke Bovet Fleurier gegründet hatte.